# اندیس چاه فرخ
چاه فرخ یک اندیس فلزی است که در حوالی شهر معلمان استان سمنان قرار دارد و مادهٔ معدنی موجود در آن، مس است.  در این اندیس، پاراژنز‌های پیریت یافت می‌شوند.